# Vespertilion nordique
Myotis septentrionalis
Espèce
Statut de conservation UICN

 NT  : Quasi menacé
Le Vespertilion nordique ou chauve-souris nordique (Myotis septentrionalis) est une chauve-souris d'Amérique du Nord. On la retrouve dans une grande partie du Canada (principalement au sud) et des États-Unis. Cette espèce est absente de la toundra. Elle est désormais en voie de disparition au Canada et menacée aux États-Unis. Elle est classée à l'annexe 1 de la Loi sur les Espèces en Péril (LEP) au Canada. Au Canada, le genre Myotis enregistre un déclin général de 94 % des populations des hibernacles en Nouvelle-Écosse, au Nouveau-Brunswick, en Ontario et au Québec.

## Caractère distinctifs
La Chauve-souris nordique a une longueur de 7 à 8.9 cm pour une envergure de 21 à 26 cm.
Le pelage du dos et des oreilles est brun foncé. Son ventre est jaunâtre. Les oreilles sont particulièrement grandes avec un tragus mince et très pointu. Ses oreilles et sa queue sont plus de plus grande taille que la moyenne du genre Myotis.

## Répartition et habitat
Cette espèce est présente au Canada et aux États-Unis. Elle est associée à la forêt boréale.
Le Vespertilion nordique chasse notamment dans les espaces dégagés des milieux boisés. Il évite généralement les espaces trop dégagés comme les champs ou les zones déboisées de grande superficie.

## Alimentation[3]
Cette espèce est insectivore. Elle capture des insectes au vol. Elle peut aussi glaner des insectes au sol, sur des branches ou sur des troncs.

## Hibernation[3]
L'espèce hiberne de fin août au mois de mai, en petits groupes dans des grottes ou des crevasses rocheuses. Elle choisit des sites d'hibernation où la température est plus fraîche que Myotis lucifugus ou Perimyotis subflavus.

## Reproduction[1]
L'accouplement se produit durant l'automne. La gestation dure de 50 à 60 jours. La naissance se fait en général dans la promiscuité dans une période de juin à juillet. Les femelles donnent généralement naissance à un petit (parfois deux) à partir de l'âge d'un an. Le taux de survie est faible durant la première année. La durée d'une génération est de trois à dix ans. Le taux de croissance d'une population est faible, soit entre 0.98 et 1.2.

## Éthologie
Le Vespertilion nordique vit en société à dynamique de fission-fusion.

## Facteurs limitatifs et menaces
Le Syndrome du nez blanc est la principale menace pour cette espèce,.